# 1860 en droit
Cet article présente les faits marquants de l'année 1860 en droit.

## Événements
- En France, adoption des premières lois sur la Restauration des Terrains en Montagne confiée à l'Administration des Eaux et Forêts, qui constituent les prémices du droit de l'environnement.

### Mars
- 28 mars : signature d'un concordat entre l'Église catholique romaine et Haïti.

## Naissances
- 21 novembre : Émile Abel-Bernard, avocat et homme politique, mort en 1909.